# Jurij Filatov
Jurij Mykolajovytj Filatov (belarusiska: Юрій Миколайович Філатов), född den 30 juli 1948 i Chmelnitskij i Ukrainska SSR i Sovjetunionen (nu Chmelnytskyj i Ukraina), är en ukrainsk före detta kanotist som tävlade för Sovjetunionen.
Han tog OS-guld i K-4 1000 meter i samband med de olympiska kanottävlingarna 1972 i München.
Han tog därefter OS-guld igen på samma distans i samband med de olympiska kanottävlingarna 1976 i Montréal.